# Spermophorides fuerteventurensis
Spermophorides fuerteventurensis là một loài nhện trong họ Pholcidae. Loài này có ở quần đảo Canaria.